# Ел Молиньон
Ел Молиньон (на испански: Estadio Municipal El Molinón-Enrique Castro "Quini") е футболен стадион в Хихон, Астурия, Испания. На него домакинските си мачове играе отборът на Спортинг Хихон. С капацитет от 29 371 души това е 20-ият по големина стадион в Испания и вторият в Астурия.
Това е и най-старият активен стадион в Испания. Открит е през 1908 година на мястото на стара воденица, откъдето идва и името му на испански, което означава „голяма воденица“. Спортинг Хихон започва да играе домакинските си мачове на него от 1917 година, като първият мач е срещу Аренас Клуб де Гечо на 22 април 1917 година. През 1924 клубът купува стадиона и става негов собственик, но през 1944 година общината го купува обратно поради лошата финансова ситуация на клуба.
Стадионът домакинства мачове от световното първенство по футбол през 1982 година и един от потенциалните домакини за мачовете от предстоящото световно през 2030 година.
Рекордът за зрители е поставен на 28 юни 1995 година, когато 42 000 души наблюдават плейофа за изпадане в по-ниска дивизия срещу Лерида.
Ел Молиньон многократно е домакинствал и мачове на националния отбор по футбол на Испания. На стадиона са провеждани концерти на звезди като Бон Джоуви, Стинг, Тина Търнър, „Ролинг Стоунс“ и Пол Маккартни.